# Гепперт, Эугениуш
Эугениуш Гепперт (пол. Eugeniusz Stanisław Geppert, 4 сентября 1890, Львов, Австро-Венгрия — 13 января 1979, Вроцлав) — польский художник, представитель капизма, основатель Вроцлавской академии изящных искусств.

## Биография

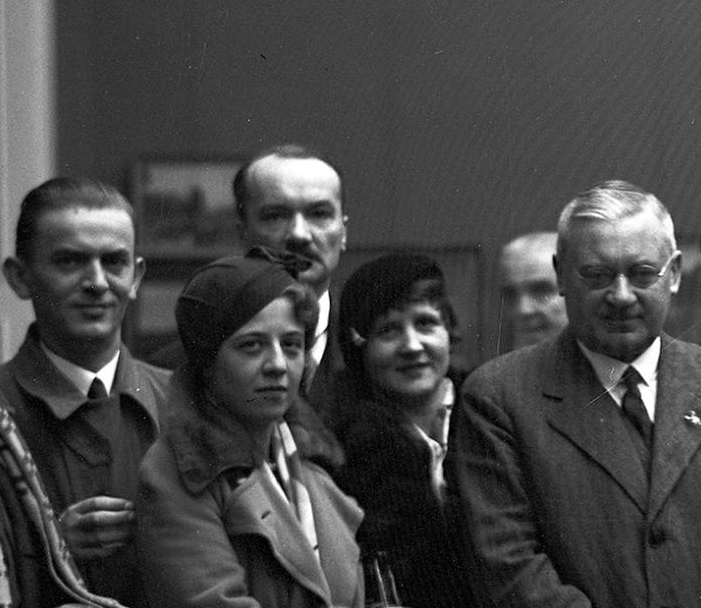
Э. Гепперт (в центре) с коллегами художниками. Краков, 1932

Учился в Академии изящных искусств имени Яна Матейко в Кракове, ученик Яцека Мальчевского и Станислава Дембицкого, а также в Ягеллонском университете. С 1925 по 1927 год, а также в 1957 году стажировался в Париже. С 1928 года жил в Кракове, работал иллюстратором в журналах «Czas» и «Głos Plastyków». Своими работами участвовал в Конкурсе искусств на Летних Олимпийских играх 1932 года.
До Второй мировой войны состоял членом художественной группы Zwornik.
С 1946 года жил во Вроцлаве. Выступил соучредителем и первым ректором Первой высшей школы искусств во Вроцлаве. С 1950 по 1961 и с 1966 по 1974 год у него была собственная студия живописи. Занимал активную общественную позицию, был членом местного совета Вроцлава.
25 апреля 2008 года Академии изящных искусств Вроцлава было присвоено его имя.
Выставка работ Э. Гепперт прошла в Москве в 1969 году
Был женат на Ханне Кшетуске-Гепперт (1903—1999), художнике.

## Память

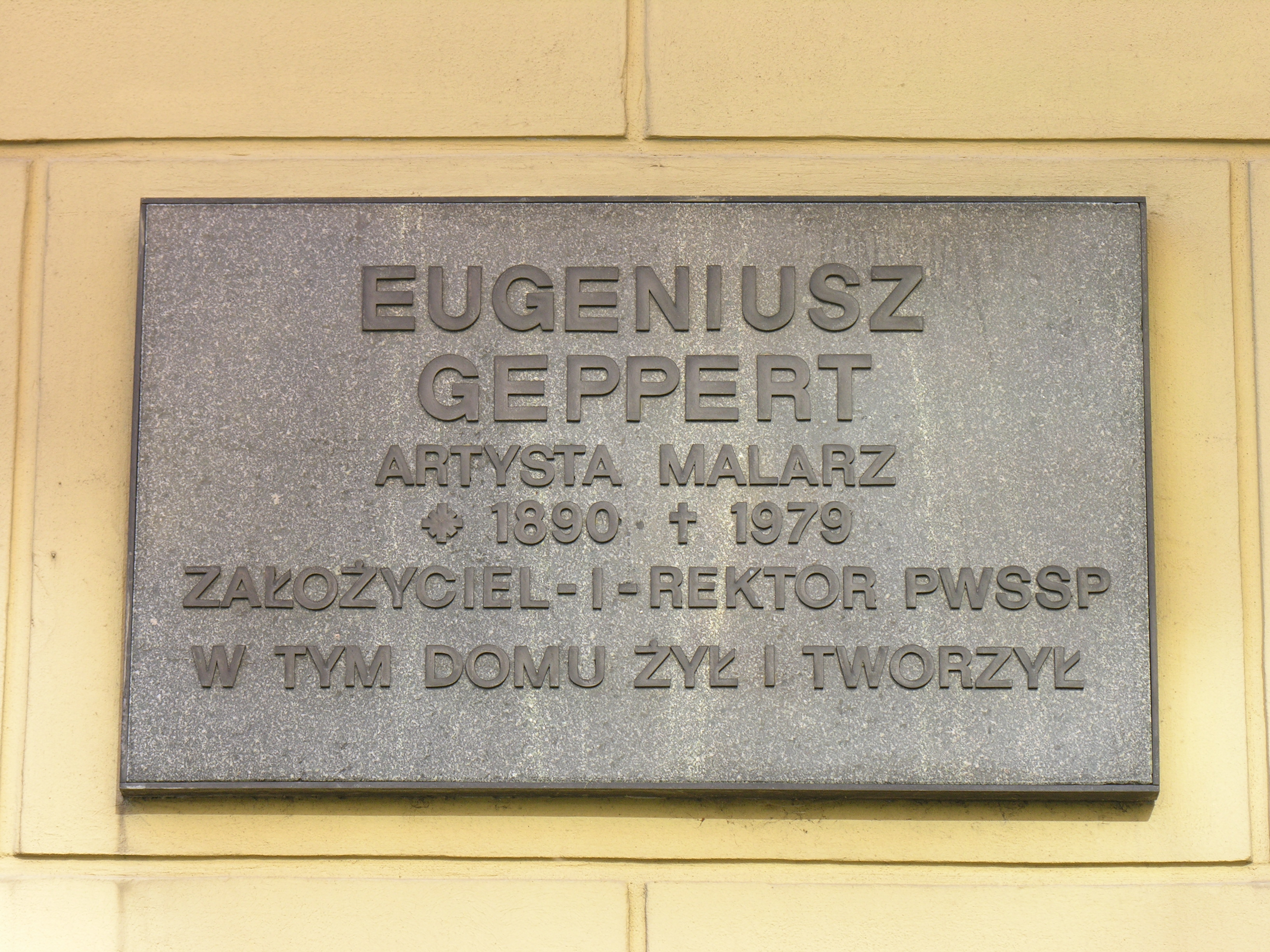
Мемориальная доска Э. Гепперту во Вроцлаве

Имя Эугениуша Гепперта носит улица во Вроцлаве и созданная им Вроцлавская академия изящных искусств.
Гепперту посвящена небольшая выставка во дворце Рыбиш во Вроцлаве, где Гепперт жил с 1946 по 1979 год.